# 唐瑤
唐瑤（？—？），字昌仁，晉昌郡冥安縣（今甘肃省酒泉市瓜州县）人。十六國時期北涼及西涼官員。
唐瑤本為北涼晉昌太守。北涼天璽二年（400年）時，唐瑤認為涼州一帶地區屢經戰亂，人民沒有依靠，於是移檄六郡，推敦煌太守李暠為冠軍大將軍、沙州刺史、涼公、領敦煌太守，建立西涼以令當地安穩。李暠遂加唐瑤為征東將軍。後為冠軍將軍，封永興侯，死後谥号桓侯。
唐瑶为“唐氏三祖”之一，另两个分别为他的弟弟唐偕与唐谘。

## 子女
- 唐契，西涼亡後入北涼為晉昌太守，但其後反叛，遭北涼攻擊後與弟唐和逃奔伊吾並向柔然稱臣，受封為伊吾王。後降北魏，與柔然作戰時戰死
- 唐和，唐契弟，與兄同奔伊吾。降魏後屢建戰功，封酒泉公
- 唐氏，嫁李暠子李翻，有子李寶